# Barinque
Barinque (en dialecto bearnés: Barinco) es una comuna francesa de la región de Aquitania en el departamento de Pirineos Atlánticos. Se sitúa a quince kilómetros al norte de Pau.
El topónimo Barinque fue mencionado por primera vez en el año 1402 con el nombre de Barinco.

## Demografía
| 525 | 547 | 564 | 559 | 642 | 624 | 653 | 641 | 617 | 592 | 558 | 512 | 504 | 501 | 503 | 460 | 482 | 488 | 466 | 417 | 352 | 346 | 331 | 345 | 304 | 283 | 261 | 257 | 269 | 370 | 470 | 489 | 552 |
| Para los censos de 1962 a 1999 la población legal corresponde a la población sin duplicidades (Fuente: INSEE [Consultar]) |     |     |     |     |     |     |     |     |     |     |     |     |     |     |     |     |     |     |     |     |     |     |     |     |     |     |     |     |     |     |     |     |